# Marie-Antoinette de Bourbon-Parme
 (décembre 2014).
Si vous disposez d'ouvrages ou d'articles de référence ou si vous connaissez des sites web de qualité traitant du thème abordé ici, merci de compléter l'article en donnant les références utiles à sa vérifiabilité et en les liant à la section « Notes et références ».
Pour les articles homonymes, voir Marie-Antoinette.
Marie-Antoinette de Bourbon-Parme est la troisième enfant de Ferdinand Ier de Parme et de Marie-Amélie de Habsbourg-Lorraine. Elle est née le 28 novembre 1774 et morte le 20 février 1841. Elle devint religieuse de la congrégation des ursulines de Parme.

## Biographie
La princesse doit son nom de baptême à sa tante maternelle, Marie-Antoinette, et à sa marraine, Marie-Antoinette d'Espagne (1729-1785), reine de Sardaigne et tante de son père. Son parrain est son oncle maternel, l'empereur Joseph II. Elle est élevée comme ses frères et sœurs dans le duché de Parme et est surnommée Tognina dans son enfance. Douée pour la peinture, elle prend des leçons auprès de Giuseppe Baldrighi et de Domenico Muzzi, peintres à la cour et enseignants à l'Académie des beaux-arts de Parme. 
En 1796, le duché est occupé par les troupes françaises, mais le couple ducal n'est pas déposé et demeure à Parme, sous l'étroite surveillance d'officiers français. Son frère le prince Louis, qui s'est rendu en Espagne pour épouser une de leurs cousines, n'en revient pas. En 1802, son père meurt subitement, peut-être empoisonné par un agent français. La duchesse, sœur de la défunte reine de France, se réfugie dans son Autriche natale où elle meurt en 1804. Les Français, en l'absence du duc légitime, annexent de facto les duchés. Ils démembrent la Toscane et créent ex nihilo un royaume d'Étrurie, officiellement sous influence espagnole, qu'ils confient au prince Louis. Celui-ci, avant d'atteindre Florence, est invité avec sa femme à Paris par le premier consul Napoléon Bonaparte qui les exhibe comme des faire-valoir. Le premier roi d'Étrurie meurt dès l'année suivante à l'âge de 29 ans, laissant le trône à son fils en bas âge sous régence de son épouse. Les Français annexent le royaume d'Étrurie dès 1807. Ils recréent le grand-duché de Toscane que Napoléon Bonaparte, consul devenu empereur, confie à sa sœur Élisa Bonaparte. La régente et ses enfants rejoignent leur famille en Espagne. L'année suivante, la famille royale espagnole divisée confie son sort aux mains de l'empereur des Français et le rencontre à Bayonne. L'empereur, sous prétexte de leur accorder sa protection, les maintient en résidence surveillée dans le centre de la France où la reine d'Étrurie les rejoint.
En 1797, sa sœur Charlotte de Bourbon-Parme, âgée de 20 ans, avait rejoint les sœurs dominicaines. Très vite, elle a fondé le couvent de Colorno, près d'un des palais où elle a été élevée. À peine âgée d'un peu plus de 20 ans, elle en est la prieure. En 1805, fuyant la soldatesque française avec ses religieuses, elle se réfugiera à Rome où elle mourra en 1813 à l'âge de 35 ans.
La princesse Marie-Antoinette de Parme commence son noviciat en 1802 chez les ursulines du Sacré-Cœur de Jésus de Parme, après la mort de son père survenue en octobre 1802, et prononce ses premiers vœux le 22 avril 1803, sous le nom de Louise-Marie. Elle est transférée en 1823 au couvent Sainte-Agathe de Rome. C'est là qu'elle finit sa vie à l'âge de 66 ans.

## Source de la traduction
- (it) Cet article est partiellement ou en totalité issu de l’article de Wikipédia en italien intitulé « Maria Antonia Gioseffa di Borbone-Parma » (voir la liste des auteurs).